# Pallanuoto ai XVIII Giochi del Mediterraneo
I tornei di pallanuoto ai XVIII Giochi del Mediterraneo si sono svolti dal 27 giugno al 1º luglio 2018 presso il Centro Acuático de Campclar di Tarragona. In questa edizione dei Giochi, alla tradizionale competizione maschile si è affiancata per la prima volta un'analoga competizione femminile.

## Calendario
Il calendario delle gare è stato il seguente:
| ● | Competizioni | ● | Finali |

| Giugno/Luglio |    |    |    |    |    |    |    |    |    |
| 22            | 23 | 24 | 25 | 26 | 27 | 28 | 29 | 30 | 1º |
|               |    |    |    |    | ●  | ●  | ●  | 1  | 1  |

## Risultati

### Uomini
| Evento              | Oro    | Argento | Bronzo     |
| Pallanuoto maschile | Serbia | Grecia  | Montenegro |

### Donne
| Evento               | Oro    | Argento | Bronzo |
| Pallanuoto femminile | Spagna | Italia  | Grecia |